# Georges Bordat
Pour les articles homonymes, voir Bordat.
Georges Bordat, dit Jo Bordat, est un entraîneur français de saut à ski.
Il a entraîné à leurs débuts les combinés Fabrice Guy, Sylvain Guillaume, Sébastien Lacroix,,,,, et le sauteur Nicolas Jean-Prost.
Ancien chasseur alpin, moniteur de ski de fond, gardien de refuge, il participait également à l'organisation des compétitions de saut.
Très estimé, il a œuvré toute sa vie pour la pratique du saut à ski dans le Jura.